# Daphné (Q108)
Pour les articles homonymes, voir Daphné.
La Daphné (Q108) est un sous-marin de la marine nationale française, de la classe Diane (1916), pendant la Première Guerre mondiale et l'entre-deux-guerres.